# Steve Montador
Pour les articles homonymes, voir Montador.
Steve Montador né le 21 décembre 1979 à Vancouver dans la province de Colombie-Britannique au Canada et mort le 15 février 2015 à Mississauga dans la province d'Ontario est un joueur professionnel canadien de hockey sur glace .

## Biographie
Il commence sa carrière dans la Ligue de hockey junior de l'Ontario en jouant pour les Centennials de North Bay en 1996. Deux ans plus tard, il rejoint les Otters d'Érié puis en 1999 il signe avec les Petes de Peterborough. Signé par les Flames de Calgary de la Ligue nationale de hockey en tant qu'agent libre, il joue deux matchs des séries éliminatoires 2000 de la Ligue américaine de hockey avec les Flames de Saint-Jean, franchise associée à Calgary.
Il joue alors les saisons suivantes avec l'équipe de la LAH et fait ses débuts dans la LNH lors de la saison 2001-2002. Il participe alors à une dizaine de matchs inscrivant un but et deux aides pour un total de trois points.
Lors des deux saisons suivantes, Montador se fait une place petit à petit au sein de l'effectif des Flames et en 2004, il participe même aux séries de la Coupe Stanley. Son équipe est battue en finale par le Lightning de Tampa Bay. Avec le lock-out 2004-2005 de la LNH, Montador décide avec son coéquipier, Steven Reinprecht, de rejoindre l'Élite française, la Ligue Magnus. Ils jouent alors la saison au sein des Scorpions de Mulhouse. Le 5 janvier 2005, lors de la rencontre opposant son équipe aux Diables rouges de Briançon, il en vient aux mains avec Jasmin Gélinas. Quelques minutes plus tard, Gélinas fait un malaise sur le banc de la pénalité et ne reviendra pas sur la glace. À la fin de la saison, les Scorpions gagnent la Coupe Magnus en battant en finale les Diables noirs de Tours.
De retour en 2005, en Amérique du Nord, Montador commence la saison avec les Flames mais rejoint les Panthers de la Floride en retour de Kristian Huselius. Le 11 juillet 2008, il signe avec les Ducks d'Anaheim un contrat de un an d'une valeur estimée à 800 000 dollars.
Le 4 mars 2009, Montador est échangé aux Bruins de Boston en retour de Petteri Nokelainen.
Le 29 juin 2011, il est envoyé aux Blackhawks de Chicago en retour d'un choix de septième ronde puis accepte un contrat de 4 ans pour 11 millions de dollars avec sa nouvelle équipe. Il manque une partie de la saison 2012-2013 à cause d'une commotion cérébrale puis après avoir été placé au ballotage par les Blackhawks, il se retrouve dans la LAH avec les IceHogs de Rockford, franchise affiliée aux Blackhawks. Son contrat est racheté par l'équipe de Chicago à l'issue de cette saison.
Le 11 août 2013, il signe avec le KHL Medveščak Zagreb, équipe croate évoluant dans la Ligue continentale de hockey (KHL). Il s'agit de sa dernière saison professionnelle.
Le 15 février 2015, il est retrouvé mort à son domicile de Mississauga. Il avait 35 ans. Son cerveau ayant été analysé, il est révélé qu'il souffrait d'encéphalopathie traumatique chronique, causée par les nombreuses commotions cérébrales et coups à la tête subis.

## Statistiques
| Saison     | Équipe                   | Ligue        |     | Saison régulière | Saison régulière | Saison régulière | Saison régulière | Saison régulière |   | Séries éliminatoires | Séries éliminatoires | Séries éliminatoires | Séries éliminatoires | Séries éliminatoires |
| Saison     | Équipe                   | Ligue        | PJ  | B                | A                | Pts              | Pun              | PJ               | B | A                    | Pts                  | Pun                  |                      |                      |
| 1996-1997  | Centennials de North Bay | LHO          | 63  | 7                | 28               | 35               | 129              | -                | - | -                    | -                    | -                    |                      |                      |
| 1997-1998  | Centennials de North Bay | LHO          | 37  | 5                | 16               | 21               | 54               | -                | - | -                    | -                    | -                    |                      |                      |
| 1997-1998  | Otters d'Érié            | LHO          | 26  | 3                | 17               | 20               | 35               | 7                | 1 | 1                    | 2                    | 8                    |                      |                      |
| 1998-1999  | Otters d'Érié            | LHO          | 61  | 9                | 33               | 42               | 114              | 5                | 0 | 2                    | 2                    | 9                    |                      |                      |
| 1999-2000  | Petes de Peterborough    | LHO          | 64  | 14               | 42               | 56               | 97               | 5                | 0 | 2                    | 2                    | 4                    |                      |                      |
| 1999-2000  | Flames de Saint-Jean     | LAH          | -   | -                | -                | -                | -                | 2                | 0 | 0                    | 0                    | 0                    |                      |                      |
| 2000-2001  | Flames de Saint-Jean     | LAH          | 58  | 1                | 6                | 7                | 95               | 19               | 0 | 8                    | 8                    | 13                   |                      |                      |
| 2001-2002  | Flames de Saint-Jean     | LAH          | 67  | 9                | 16               | 25               | 107              | -                | - | -                    | -                    | -                    |                      |                      |
| 2001-2002  | Flames de Calgary        | LNH          | 11  | 1                | 2                | 3                | 26               | -                | - | -                    | -                    | -                    |                      |                      |
| 2002-2003  | Flames de Saint-Jean     | LAH          | 11  | 1                | 7                | 8                | 20               | -                | - | -                    | -                    | -                    |                      |                      |
| 2002-2003  | Flames de Calgary        | LNH          | 50  | 1                | 1                | 2                | 114              | -                | - | -                    | -                    | -                    |                      |                      |
| 2003-2004  | Flames de Calgary        | LNH          | 26  | 1                | 2                | 3                | 50               | 20               | 1 | 2                    | 3                    | 6                    |                      |                      |
| 2004-2005  | Scorpions de Mulhouse    | Ligue Magnus | 15  | 1                | 7                | 8                | 69               | -                | - | -                    | -                    | -                    |                      |                      |
| 2005-2006  | Flames de Calgary        | LNH          | 7   | 1                | 0                | 1                | 11               | -                | - | -                    | -                    | -                    |                      |                      |
| 2005-2006  | Panthers de la Floride   | LNH          | 51  | 1                | 5                | 6                | 68               | -                | - | -                    | -                    | -                    |                      |                      |
| 2006-2007  | Panthers de la Floride   | LNH          | 72  | 1                | 8                | 9                | 119              | -                | - | -                    | -                    | -                    |                      |                      |
| 2007-2008  | Panthers de la Floride   | LNH          | 73  | 8                | 15               | 23               | 73               | -                | - | -                    | -                    | -                    |                      |                      |
| 2008-2009  | Ducks d'Anaheim          | LNH          | 65  | 4                | 16               | 20               | 125              | -                | - | -                    | -                    | -                    |                      |                      |
| 2008-2009  | Bruins de Boston         | LNH          | 13  | 0                | 1                | 1                | 18               | 11               | 1 | 2                    | 3                    | 18                   |                      |                      |
| 2009-2010  | Sabres de Buffalo        | LNH          | 78  | 5                | 18               | 23               | 75               | 6                | 1 | 0                    | 1                    | 4                    |                      |                      |
| 2010-2011  | Sabres de Buffalo        | LNH          | 73  | 5                | 21               | 26               | 83               | 6                | 0 | 1                    | 1                    | 8                    |                      |                      |
| 2011-2012  | Blackhawks de Chicago    | LNH          | 52  | 5                | 9                | 14               | 45               | -                | - | -                    | -                    | -                    |                      |                      |
| 2012-2013  | IceHogs de Rockford      | LAH          | 14  | 2                | 3                | 5                | 13               | -                | - | -                    | -                    | -                    |                      |                      |
| 2013-2014  | KHL Medveščak            | KHL          | 11  | 0                | 3                | 3                | 33               | -                | - | -                    | -                    | -                    |                      |                      |
| Totaux LNH | Totaux LNH               | Totaux LNH   | 571 | 33               | 98               | 131              | 807              | 43               | 3 | 5                    | 8                    | 36                   |                      |                      |